# Морачка Градина
Средњовјековни „Морачки град“ се налазио у жупи Морача, познатој још у вријеме раног средњег вијека, а која је обухватала горњи ток ријеке Мораче (данашња област Горња и Доња Морача). Жупа и утврђење су били у сатаву српске државе и у посједу великог жупана Николе Алтомановића, да би 1373. године, по његовом поразу, потпали под власт бановине Босне и Твртка I Котроманића. Тврђава се налазила у о оквиру Великог војводства породице Хранић - Косача, до турског освајања. Утврђење ове жупе се у писаним изворима помиње као: „Castrum Moratsky“ (1448) и „civitate Morachii cum castris et pertinentiis suis“ (1454). Његов положај нам није ближе познат. Неки сматрају да су то топоними „Градина“ у близини морачког манастира, јужно од Коштанице (притока Мораче) а други „Заградац“ и „Ровине“ (јужније, на ушћу Ибришнице). Поједини помињу и врх „Градиште“ у Горњој Морачи.